# 王徽 (晋朝)
王徽（？—？），一作微，字幼仁，小字荆产，琅邪临沂人，王乂之孙，王澄次子，王詹之弟，在晋朝历任尚书郎、右军司马。
刘惔说：“人们认为王徽很优秀，这就与认为长松下必有清风是一样的。”